# 東鶉駅
東鶉駅（ひがしうずらえき）は、北海道空知郡上砂川町字鶉にあった北海道旅客鉄道（JR北海道）函館本線（上砂川支線）の駅（廃駅）である。電報略号はヒス。事務管理コードは▲130171。上砂川支線の廃線に伴い1994年（平成6年）5月16日に廃駅となった。

## 歴史

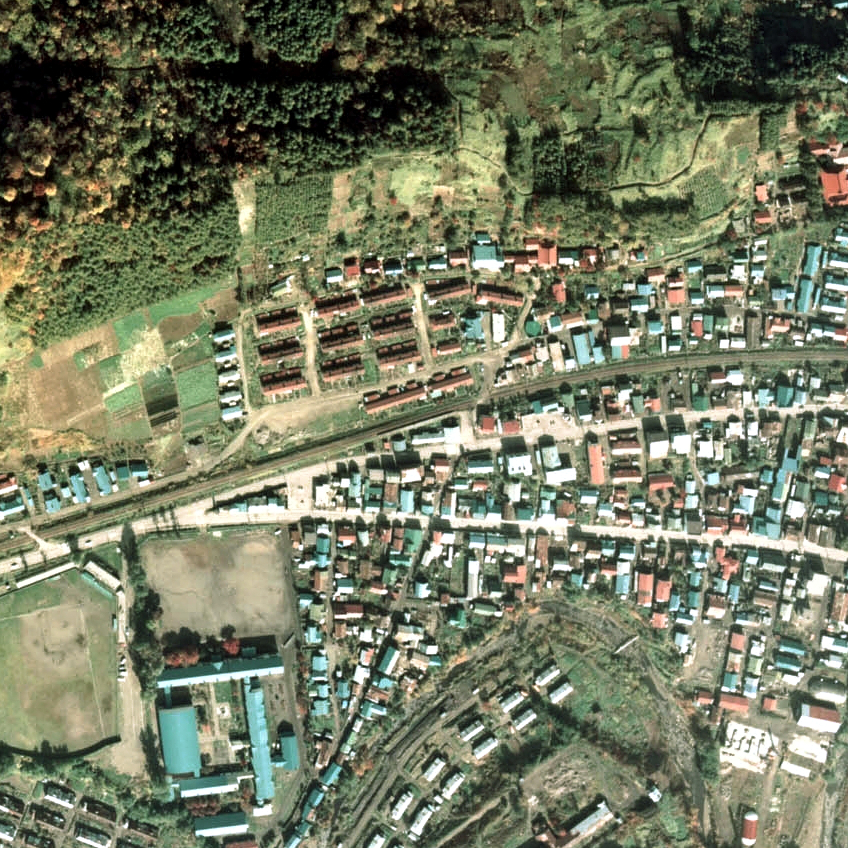
1976年の東鶉駅と周囲500m範囲。左が砂川方面。

ディーゼルカー導入に伴い、上砂川町と三井鉱山が設置費の一部を負担することにより開設された。

### 年表
- 1959年（昭和34年）12月18日：日本国有鉄道の駅として開業[1]。旅客のみ取扱い[1]。
- 1960年（昭和35年）7月：無人化[4]。
- 1987年（昭和62年）4月1日：国鉄分割民営化によりJR北海道に継承[1]。
- 時期不詳[注釈 1]：簡易委託廃止、完全無人化。
- 1994年（平成6年）5月16日：上砂川支線の廃線に伴い廃止となる[1]。

### 駅名の由来
当駅の所在する地の「東」に位置することから付けられた。

## 駅構造
廃止時点で、単式ホーム1面1線を有する地上駅であった。ホームは線路の南側（上砂川方面に向かって右手側）に存在した。上砂川方にスロープを有し踏切際の道路に接していた。
無人駅となっており、駅舎及び待合室は存在しなかったが、簡易委託駅として乗車券の販売が行われていた時期もあった（1962年（昭和37年）8月発行の乗車券が確認されている）。

## 利用状況
- 1981年度（昭和56年度）の1日乗降客数は16人[5]。
- 1992年度（平成4年度）の1日乗降客数は4人[6]。

## 駅周辺
- 上砂川町役場 - 上砂川駅よりも近くに位置した。
- 北海道道115号芦別砂川線
- パンケウタシナイ川[5]
- 北海道中央バス「東鶉」停留所

1988年4月まで北北東2kmほどのところに歌志内線文殊駅があった。

## 駅跡
1997年（平成9年）時点で既に痕跡は消えていた。2010年（平成22年）時点でも同様であった。

## 隣の駅
北海道旅客鉄道（JR北海道）
函館本線（上砂川支線）
鶉駅 - 東鶉駅 - 上砂川駅